# Ashwiny Iyer Tiwari
Ashwiny Iyer Tiwari (Mumbai, 15 ottobre 1979) è una regista e sceneggiatrice indiana.

## Filmografia parziale
- Nil Battey Sannata (2015) - regista e sceneggiatrice
- Amma Kanakku (2016) - regista e sceneggiatrice
- Bareilly Ki Barfi (2017) - regista
- Half the Sky (segmento Taken From Granted) (2018) - regista e assistente di produzione
- Panga (2020) - regista e sceneggiatrice

## Premi
- Filmfare Awards
  - 2017: "Best Debut Director" (Nil Battey Sannata)
  - 2018: "Best Director" (Bareilly Ki Barfi)
- Screen Awards
  - 2018: "Best Dialogue" (Bareilly Ki Barfi) - con Nitesh Tiwari
- Zee Cine Awards
  - 2018: "Best Director" (Bareilly Ki Barfi)
- Jagran Film Festival
  - 2016: "Best Debut Director" (Nil Battey Sannata)